# Эсперанса-Нова
Эсперанса-Нова (порт. Esperança Nova) — муниципалитет в Бразилии, входит в штат Парана. Составная часть мезорегиона Северо-запад штата Парана. Входит в экономико-статистический микрорегион Умуарама. Население составляет 1992 человека на 2006 год. Занимает площадь 138,560 км². Плотность населения — 14,4 чел./км².

## Статистика
- Валовой внутренний продукт на 2003 год составляет 15 678 639,00 реалов (данные: Бразильский институт географии и статистики).
- Валовой внутренний продукт на душу населения на 2003 год составляет 7336,75 реалов (данные: Бразильский институт географии и статистики).
- Индекс развития человеческого потенциала на 2000 год составляет 0,744 (данные: Программа развития ООН).